# Hermes Lima
Hermes Lima (Livramento do Brumado, 22 de diciembre de 1902 — Río de Janeiro, 10 de octubre de 1978) fue un político, jurista, periodista, profesor y ensayista brasileño.
Fue presidente del Supremo Tribunal Federal, miembro de la Academia Brasileña de Letras, ministro del Gabinete Civil de la Presidencia de la República del 8 de setiembre de 1961 al 18 de setiembre de 1962, ministro de Relaciones Exteriores y presidente del Consejo de Ministros, durante la breve experiencia parlamentarista de la presidencia de João Goulart.